# Campeonato Mundial de Voleibol Masculino de 1986
El XI Campeonato Mundial de Voleibol Masculino se celebró en París (Francia) entre el 24 de septiembre y el 5 de octubre de 1986 bajo la organización de la Federación Internacional de Voleibol (FIVB) y la Federación Francesa de Voleibol.

## Grupos
| Grupo A   | Grupo B         | Grupo C        | Grupo D        |
| --------- | --------------- | -------------- | -------------- |
| Italia    | Cuba            | Bulgaria       | Argentina      |
| Venezuela | Taiwán          | Egipto         | Grecia         |
| Francia   | Unión Soviética | Brasil         | Estados Unidos |
| China     | Polonia         | Checoslovaquia | Japón          |

## Primera fase

### Grupo A
| Equipo    | J | G | P | SG | SP | DS | PTS |
| --------- | - | - | - | -- | -- | -- | --- |
| Francia   | 3 | 3 | 0 | 9  | 0  | +9 | 6   |
| Italia    | 3 | 2 | 1 | 6  | 3  | +3 | 5   |
| China     | 3 | 1 | 2 | 3  | 6  | -3 | 4   |
| Venezuela | 3 | 0 | 3 | 0  | 9  | -9 | 3   |

### Grupo B
| Equipo          | J | G | P | SG | SP | DS | PTS |
| --------------- | - | - | - | -- | -- | -- | --- |
| Unión Soviética | 3 | 3 | 0 | 9  | 1  | +8 | 6   |
| Cuba            | 3 | 2 | 1 | 7  | 4  | +3 | 5   |
| Polonia         | 3 | 1 | 2 | 4  | 6  | -2 | 4   |
| Taiwán          | 3 | 0 | 3 | 0  | 9  | -9 | 3   |

### Grupo C
| Equipo         | J | G | P | SG | SP | DS | PTS |
| -------------- | - | - | - | -- | -- | -- | --- |
| Brasil         | 3 | 3 | 0 | 9  | 1  | +8 | 6   |
| Bulgaria       | 3 | 2 | 1 | 7  | 3  | +4 | 5   |
| Checoslovaquia | 3 | 1 | 2 | 3  | 6  | -3 | 4   |
| Egipto         | 3 | 0 | 3 | 0  | 9  | -9 | 3   |

### Grupo D
| Equipo         | J | G | P | SG | SP | DS | PTS |
| -------------- | - | - | - | -- | -- | -- | --- |
| Estados Unidos | 3 | 3 | 0 | 9  | 1  | +8 | 6   |
| Argentina      | 3 | 2 | 1 | 6  | 3  | +3 | 5   |
| Japón          | 3 | 1 | 2 | 4  | 6  | -2 | 4   |
| Grecia         | 3 | 0 | 3 | 0  | 9  | -9 | 3   |

## Segunda fase

### Grupo E
| Equipo         | J | G | P | SG | SP | DS  | PTS |
| -------------- | - | - | - | -- | -- | --- | --- |
| Brasil         | 5 | 5 | 0 | 15 | 3  | +12 | 10  |
| Bulgaria       | 5 | 4 | 1 | 13 | 4  | +9  | 9   |
| Francia        | 5 | 3 | 2 | 11 | 6  | +5  | 8   |
| Checoslovaquia | 5 | 2 | 3 | 6  | 9  | -3  | 7   |
| Italia         | 5 | 1 | 4 | 3  | 12 | -9  | 6   |
| China          | 5 | 0 | 5 | 1  | 15 | -14 | 5   |

### Grupo F
| Equipo          | J | G | P | SG | SP | DS  | PTS |
| --------------- | - | - | - | -- | -- | --- | --- |
| Unión Soviética | 5 | 5 | 0 | 15 | 2  | +13 | 10  |
| Estados Unidos  | 5 | 4 | 1 | 13 | 5  | +8  | 9   |
| Cuba            | 5 | 3 | 2 | 11 | 10 | +1  | 8   |
| Argentina       | 5 | 2 | 3 | 8  | 11 | -3  | 7   |
| Polonia         | 5 | 1 | 4 | 6  | 12 | -6  | 6   |
| Japón           | 5 | 0 | 5 | 2  | 15 | -13 | 5   |

## Fase final
|  | Semifinales     | Semifinales     |   |        | Final          | Final |  |
|  |                 |                 |   |        |                |       |  |
|  |                 |                 |   |        |                |       |  |
|  |                 |                 |   |        |                |       |  |
|  | Brasil          | 0               |   |        |                |       |  |
|  | Estados Unidos  | 3               |   |        |                |       |  |
|  |                 |                 |   |        |                |       |  |
|  |                 |                 |   |        |                |       |  |
|  |                 |                 |   |        | Estados Unidos | 3     |  |
|  |                 | Unión Soviética | 1 |        |                |       |  |
|  |                 |                 |   |        |                |       |  |
|  |                 |                 |   |        |                |       |  |
|  |                 |                 |   |        | Tercer Puesto  |       |  |
|  |                 |                 |   |        |                |       |  |
|  | Bulgaria        | 0               |   | Brasil | 0              |       |  |
|  | Unión Soviética | 3               |   |        | Bulgaria       | 3     |  |

## Medallero
|                |                 |          |
| Estados Unidos | Unión Soviética | Bulgaria |

## Clasificación general
| 1. Estados Unidos  |
| 2. Unión Soviética |
| 3. Bulgaria        |
| 4. Brasil          |
| 5. Cuba            |
| 6. Francia         |
| 7. Argentina       |
| 8. Checoslovaquia  |
| 9. Polonia         |
| 10. Japón          |
| 11. Italia         |
| 12. China          |
| 13. Grecia         |
| 14. Egipto         |
| 15. Taiwán         |
| 16. Venezuela      |

| Predecesor: Argentina 1982 | XI Campeonato Mundial de Voleibol Masculino 1986 | Sucesor: Brasil 1990 |

- Datos: Q918003